# لوئیس رستو
لوئیس رستو (انگلیسی: Luis Resto؛ زادهٔ ۲۲ ژوئیهٔ ۱۹۶۱) موسیقی‌دان، ترانه‌سرا و تهیه‌کننده موسیقی اهل ایالات متحده آمریکا است. وی از سال ۲۰۰۰ میلادی تاکنون مشغول فعالیت بوده‌است.
او در هفتاد و پنجمین دوره جوایز اسکار در سال ۲۰۰۲ میلادی، بابتِ ترانهٔ «خودتو غرق کن» در فیلم سینمایی ۸ مایل، برندهٔ جایزه اسکار بهترین ترانه شد.